# WWE 2K18
WWE 2K18 — компьютерная игра о реслинге, разработанная японской компанией Yuke’s и изданная американским подразделением 2K Sports. Является девятнадцатой игрой в серии игр WWE и пятой игрой под брендом WWE 2K. Релиз игры состоялся 11 октября 2016 года для Windows, PlayStation 4, Xbox One и Nintendo Switch. WWE 2K18 стала первой в серии игрой, которая была выпущена исключительно на оборудовании восьмого поколения, а также первой в серии, которая была выпущена для ПК и консолей одновременно. Версия для Nintendo Switch, выпущеная 6 декабря 2017 года, единственный релиз серии для Switch и первая игра WWE, которая была выпущена для платформы Nintendo со времен WWE ’13.

## Разработка
23 мая 2017 года 2K Sports объявила, что WWE 2K18 выйдет в 2017 году. 19 июня 2017 года 2K выпустила трейлер, в котором сообщается, что Сет Роллинз станет звездой обложки игры. В трейлере показано, как Роллинз совершает акты вандализма и сжигает вымышленный склад WWE в Стэмфорде, штат Коннектикут, а также показывает слоган «Будь как никто». Во втором трейлере Курт Энгл посещает руины склада и находит пару своих ботинок среди пепла. Энгл также был представлен в качестве бонусного персонажа за предварительный заказ. Также было объявлено о выпуске Deluxe Edition, которая дает игрокам доступ к игре на четыре дня раньше, а также сезонный абонемент и дополнительный игровой контент. 10 июля 2017 года также было подтверждено, что игра выйдет для Nintendo Switch. 27 июля 2K Sports анонсировала коллекционное издание под названием «Cena (Nuff)». Коллекционное издание показывает Джона Сину в ознаменование его 15-летия в WWE и включает в себя фигурку Сины, кусок коврика с ринга Royal Rumble 2017 которую выиграл Сина и фотографию с автографом Сины. В отличие от предыдущих лет, коллекционное издание включает сезонный абонемент на игру. В коллекционном издании (а также в Deluxe Edition) есть две дополнительные игровые версии Сины (включенные в одежду ECW One Night Stand 2006 и WrestleMania XXVI), а также Батисту и Роба Ван Дама в качестве игровых персонажей.
16 августа 2K и IGN объявили о первых 47 игровых персонажах. Двумя днями позже 2K объявила, что саундтрек к игре будет создан Дуэйном Джонсоном и будет представлять собой смесь классического рока, современного рока и хип-хопа. 26 сентября 2K объявила, что впервые версия игры для ПК будет выпущена вместе с ее консольными аналогами 17 октября. Детали сезонного абонемента были обнародованы 27 сентября и включают в себя Accelerator, кикстарт MyPlayer, набор New Moves, пакет NXT Generation и набор Enduring Icons. Пакет NXT Generation был выпущен 21 ноября 2017 года, а бонусный контент для предварительного заказа и роскошного издания был доступен в качестве отдельной покупки неделей ранее. Пакет New Moves был выпущен 12 декабря 2017, а пакет Enduring Icons был выпущен 16 января 2018. 23 марта 2018 года на международном уровне было выпущено издание WWE 2K18 на тему WrestleMania, которое содержало всех персонажей и загружаемый контент в дополнение к эксклюзивным предметам до WrestleMania 34.

## Геймплей
Подобно прошлым играм, WWE 2K18 — это профессиональная игра о борьбе, впервые со времен WWF SmackDown! Just Bring It, в матче одновременно могут участвовать восемь борцов вместо шести (версия для Nintendo Switch поддерживает только шесть борцов на ринге). Матч Royal Rumble был переработан, с новой механикой, финишерами и последовательностями на выбывание. Была введена система переноса (которая аналогична системе Ultimate Control Grapple, представленной в WWE SmackDown vs. Raw 2007), позволяющей игрокам поднимать или перетаскивать своего противника и помещать его в определенное место. В игру добавлены тысячи новых движений и анимаций.

### Режимы игры
В пакет создания были внесены улучшения, такие как новые детали и материалы для суперзвезд. Одним из таких материалов является эффект свечения, который дает игрокам возможность заставить светиться волосы, одежду и логотипы созданных ими суперзвезд. Функция Create-A-Match, которая в последний раз появлялась в WWE 2K15, вернулась. Новая функция включает в себя возможность создавать свои собственные матчи и сохранять их для использования. MyCareer теперь позволяет свободно перемещаться за кулисами (последний раз такое было доступно в WWE SmackDown vs Raw 2011 Road to WrestleMania), где борцы создают союзы или становятся врагами, а стили боя представлены в режиме карьеры позволяют игрокам выбирать между восемью различными стилями боя, каждый со своими сильными и слабыми сторонами. Однако в игре не представлены смешанные гендерные командные матчи, и их нельзя создать с помощью Create-a-Match.
Новый режим «Дорога к славе» позволяет игрокам использовать своих персонажей из режима MyPlayer для квалификации и участия в событиях, подобных тому, что можно найти в WWE SuperCard. Этот режим заменяет онлайн-режим 2K Tonight из WWE 2K17.

## Оценки
| Сводный рейтинг | Сводный рейтинг |
| Агрегатор       | Оценка          |
| --------------- | --------------- |
| GameRankings    | 63,10 %         |

Согласно Metacritic, WWE 2K18 получила «смешанные или средние» отзывы. Однако версия для Nintendo Switch получила «в целом неблагоприятные» отзывы. Её резко критиковали за неизбежные сбои. Технические проблемы были более серьезными в версии Switch.